# Pelexia stenantha
Pelexia stenantha är en orkidéart som först beskrevs av Célestin Alfred Cogniaux, och fick sitt nu gällande namn av Rudolf Schlechter. Pelexia stenantha ingår i släktet Pelexia och familjen orkidéer. Inga underarter finns listade i Catalogue of Life.